# Matthias Wolfes
Matthias Wolfes (* 28. August 1961 in Buchholz in der Nordheide; † 27. März 2023 in Berlin) war ein evangelischer Theologe.

## Leben
Seine Studien der Theologie und Philosophie schloss Wolfes 1989 mit dem kirchlichen Examen und dem Diplom ab. Nach Vikariat und Promotion folgte die Mitarbeit an diversen wissenschaftlichen Forschungsprojekten an der Humboldt-Universität zu Berlin, der Universität Kiel und der Herzog August Bibliothek in Wolfenbüttel. Seit 2000 war er als Universitätsdozent und im Kirchendienst tätig.
Im Mittelpunkt seiner Publikationen stand die neuere evangelische Theologiegeschichte. Größere Werke veröffentlichte er zum Kulturprotestantismus der Weimarer Zeit und zu Friedrich Schleiermacher. Weitere Arbeitsgebiete waren die dogmatische Gotteslehre und die Religionstheorie. Er gehörte dem „Berliner Theologischen Kolloquium“ sowie dem Dresdner Arbeitskreis „Religion und symbolische Kommunikation“ an und war regelmäßiger Autor der „Göttinger Predigten im Internet“.

## Veröffentlichungen
- Protestantische Theologie und moderne Welt. Studien zur Geschichte der liberalen Theologie nach 1918. Walter de Gruyter, Berlin / New York 1999, ISBN 3-11-016639-9.
- Theologiestudium und Pfarramt. Eine kirchensoziologische Studie zum Verhältnis von universitärer Theologenausbildung und pfarramtlicher Berufstätigkeit. Lutherisches Verlagshaus, Hannover 2000, ISBN 3-7859-0823-7.
- Hermann Mulert (1879–1950). Lebensbild eines Kieler liberalen Theologen. Zusammengestellt und bearbeitet von Matthias Wolfes, hrsg. vom Verein für Schleswig-Holsteinische Kirchengeschichte; Wachholtz-Verlag, Neumünster 2000, ISBN 3-529-04050-9.
- Alf Özen, Matthias Wolfes: Register zum Handwörterbuch „Die Religion in Geschichte und Gegenwart“. Erste Auflage 1908–1914. Studien und Texte zur religionsgeschichtlichen Schule. Band 6; Peter Lang Verlag, Frankfurt am Main u. a. 2001, ISBN 3-631-38547-1.
- Friedrich Daniel Ernst Schleiermacher: Kleine Schriften 1786–1833. Hrsg. von Matthias Wolfes und Michael Pietsch; Kritische Gesamtausgabe. Erste Abteilung. Band 14; Verlag Walter de Gruyter, Berlin / New York 2003, ISBN 3-11-017658-0.
- Öffentlichkeit und Bürgergesellschaft. Friedrich Schleiermachers politische Wirksamkeit. Schleiermacher-Studien, Band 1, Zwei Teilbände; Verlag Walter de Gruyter: Berlin / New York 2004; ISBN 3-11-017579-7 (Rezension bei H-Soz-u-Kult).
- Schleiermacher und das Judentum. Aspekte der antijudaistischen Motivgeschichte im deutschen Kulturprotestantismus, in: Aschkenas. Zeitschrift für Geschichte und Kultur der Juden 14 (2004), S. 485–510.
- Religion und symbolische Sprachform. Vorbereitende Überlegungen zu einer Theorie responsibler religiöser Kommunikation; in: Klaus Tanner (Hrsg.): Religion und symbolische Kommunikation. Evangelische Verlagsanstalt: Leipzig 2004; ISBN 3-374-02073-9.
- "Das höchste Gut, was Gott allen Geschöpfen geben konnte, war und bleibt eignes Daseyn." Herders Ideal freier Religiosität, in: Johann Gottfried Herder. Aspekte seines Lebenswerkes. Hrsg. von Martin Keßler und Volker Leppin (= Arbeiten zur Kirchengeschichte. Band 92), Berlin / New York: Walter de Gruyter, 2005, S. 293–307.
- Hüter der Überlieferung, in: Deutsches Pfarrerblatt 107 (2007) (Internetversion).
- Vernunftrepublikanismus und Wissenschaftsverständnis in der protestantischen Theologie, in: Andreas Wirsching, Jürgen Eder (Hrsg.): Vernunftrepublikanismus in der Weimarer Republik. Franz Steiner Verlag: Stuttgart 2008.
- Konstruktion der Freiheit. Die Idee einer bürgerschaftlichen politischen Kultur im staatstheoretischen Denken Friedrich Schleiermachers, in: Bärbel Holtz (Hrsg.): Krise, Reformen – und Kultur. Berlin: Duncker & Humblot, 2010.
- Versöhnung und Reich Gottes. Friedrich Siegmund-Schultze und das Paradigma einer interkulturellen Theologie, in: Claus Arnold, Johannes Wischmeyer (Hrsg.): Transnationale Dimensionen wissenschaftlicher Theologie (= Veröffentlichungen des Instituts für Europäische Geschichte Mainz – Beihefte. Band 101), Göttingen: Vandenhoeck & Ruprecht, 2013, S. 293–316.
- Glaube als Lebensform. Zum Verhältnis von religiöser Subjektivität, "Gemeingeist" und "Gesamtleben", in: Hans-Hermann Tiemann (Hrsg.): Persönlich ansprechen. Situationsgerecht Gottesdienst feiern. Band 2, Bielefeld: Luther-Verlag, 2016, S. 458–480.
- Nachdenkender Glaube. Überlegungen zum Charakter der protestantischen Predigt, in: ebd., S. 481–509.
- Wirtschaftsethik als Kapitalismuskritik. Georg Wünschs Modell einer nicht-formalistischen Wertethik und die »autonome Teleologie der Wirtschaft«, in: Matthias Casper, Karl Gabriel und Hans-Richard Reuter (Hrsg.): Kapitalismuskritik im Christentum. Positionen und Diskurse in der Weimarer Republik und der frühen Bundesrepublik, Frankfurt am Main / New York: Campus Verlag, 2016, S. 37–78.

Wolfes ist Verfasser zahlreicher Artikel im Biographisch-Bibliographischen Kirchenlexikon (BBKL).